# Xã Adams, Quận Walsh, Bắc Dakota
Xã Adams (tiếng Anh: Adams Township) là một xã thuộc quận Walsh, tiểu bang Bắc Dakota, Hoa Kỳ. Năm 2010, dân số của xã này là 46 người.